# Крієнс (футбольний клуб)
Спортивний клуб Крієнс (нім. Sportclub Kriens) — швейцарський футбольний клуб з міста Крієнс. Клуб засновано 1944 року. 

## Історія

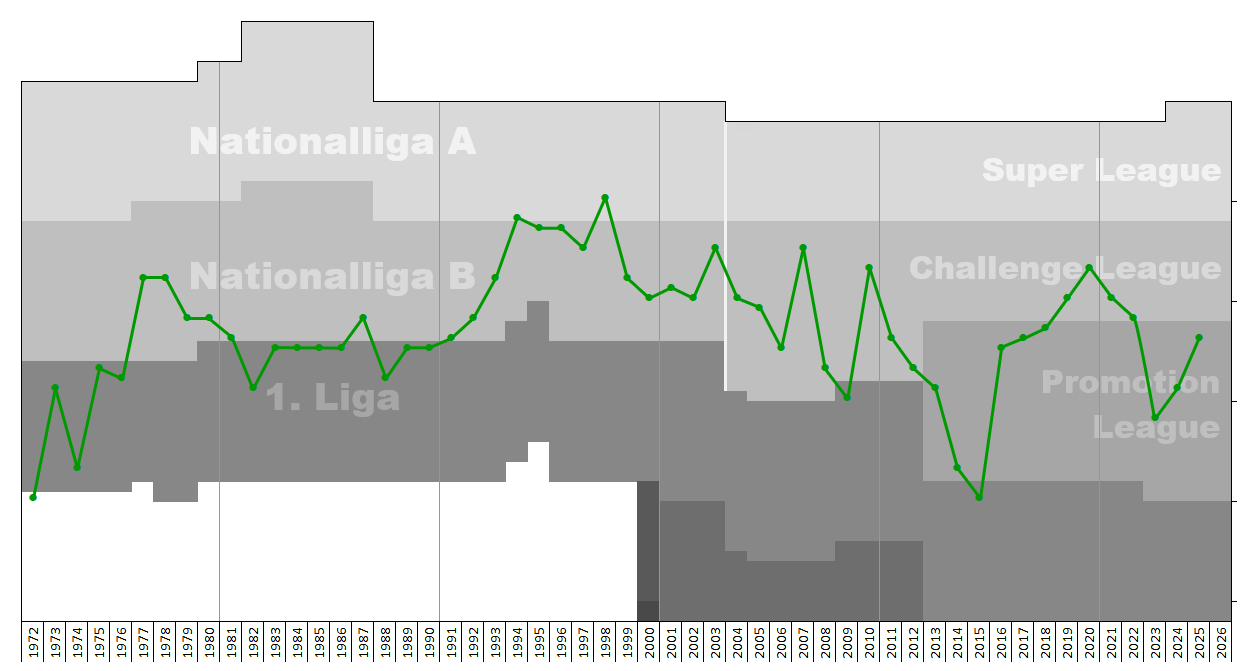
Хронологія виступів ФК «Крієнс» у системі футбольних чемпіонатів Швейцарії.

Команда з німецькомовної частини Швейцарії. ФК «Крієнс» двічі виступав у вищому дивізіоні в сезонах 1993—1994 і 1996—1997.
Найвище досягнення в Кубку Швейцарії вихід до півфіналу в сезоні 2009—2010, де вони поступились Базелю з рахунком 0:1.

## Відомі гравці
- Овусу Бенсон
- / Жоель Кіассумбуа
- Фабіо Колторті
- Роберт Попов